# Cycas revoluta
Cycas revoluta (palma sago, palma de iglesia, sagú verdadero de la India, falsa palmera o cica como nombre vulgar en castellano) es una planta cicadácea oriunda del sur de Japón. 

## Descripción

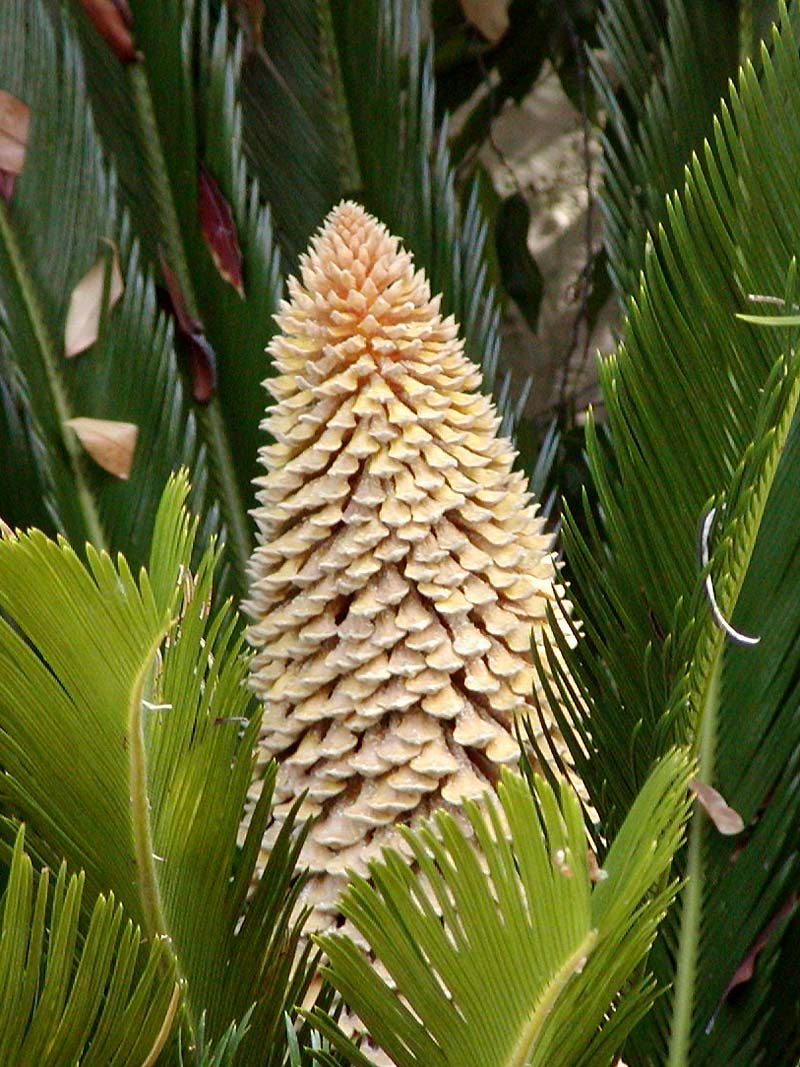
Hojas y cono masculino de Cycas revoluta.

Esta planta sostiene una corona de hojas brillantes de color verde oscuro en un tronco grueso y peludo que normalmente mide unos 20 cm de diámetro, a veces más anchos. El tronco es corto en las plantas jóvenes, pero se alarga  con la edad. En especímenes muy viejos puede llegar a medir unos 6-7 m  de altura de tronco; sin embargo, la planta tiene un crecimiento muy lento y requiere alrededor de 50-100 años para alcanzar esta altura. Los troncos pueden ramificarse varias veces, produciendo así múltiples cabezas de hojas.
Las hojas son de un verde satinado profundo y de unos 50-150 cm (20-59 pulgadas) de largo cuando las plantas están en edad reproductiva. Crecen en una roseta parecida a plumas de 1 m (3,3 pies) de diámetro. Las estípulas de las hojas, apretadas, rígidas y estrechas tienen una longitud de 8-18 cm (3.1-7.1 pulgadas) y tienen bordes fuertemente recurvados o revolutos. Las estípulas basales se parecen más a las espinas. Los pecíolos o tallos de la cícada sagú tienen una longitud de 6-10 cm (2.4-3.9 pulgadas) y pequeñas púas protectoras.
Las raíces forman lo que se denomina "coralloide", una simbiosis con la cianobacteria Anabaena (alga verde azulada), que fija el nitrógeno y, en asociación con los tejidos de la raíz, producen aminoácidos beneficiosos como asparagina y citrulinao. Las células ricas en taninos se encuentran a ambos lados de la capa de algas para resistir la invasión de las algas.
Como sucede con otras cícadaceas, es dioica, con los pies masculinos portando conos de polen (estróbilo) y las hembras con grupos de megasporófilos. La polinización se puede hacer de forma natural, por insectos o artificialmente.

## Toxicidad

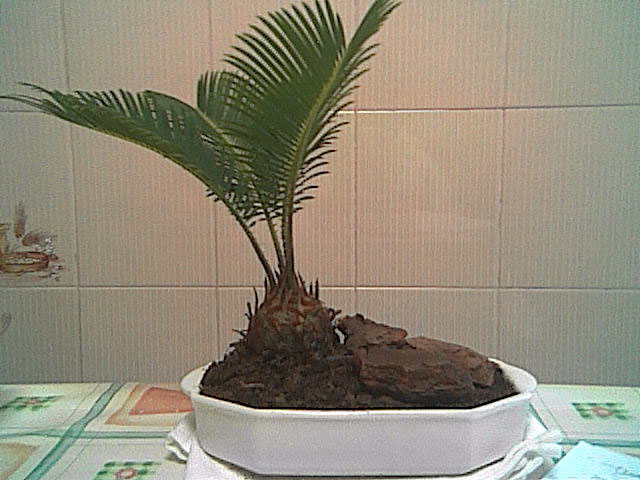
Un ejemplar de Cycas revoluta bonsái.

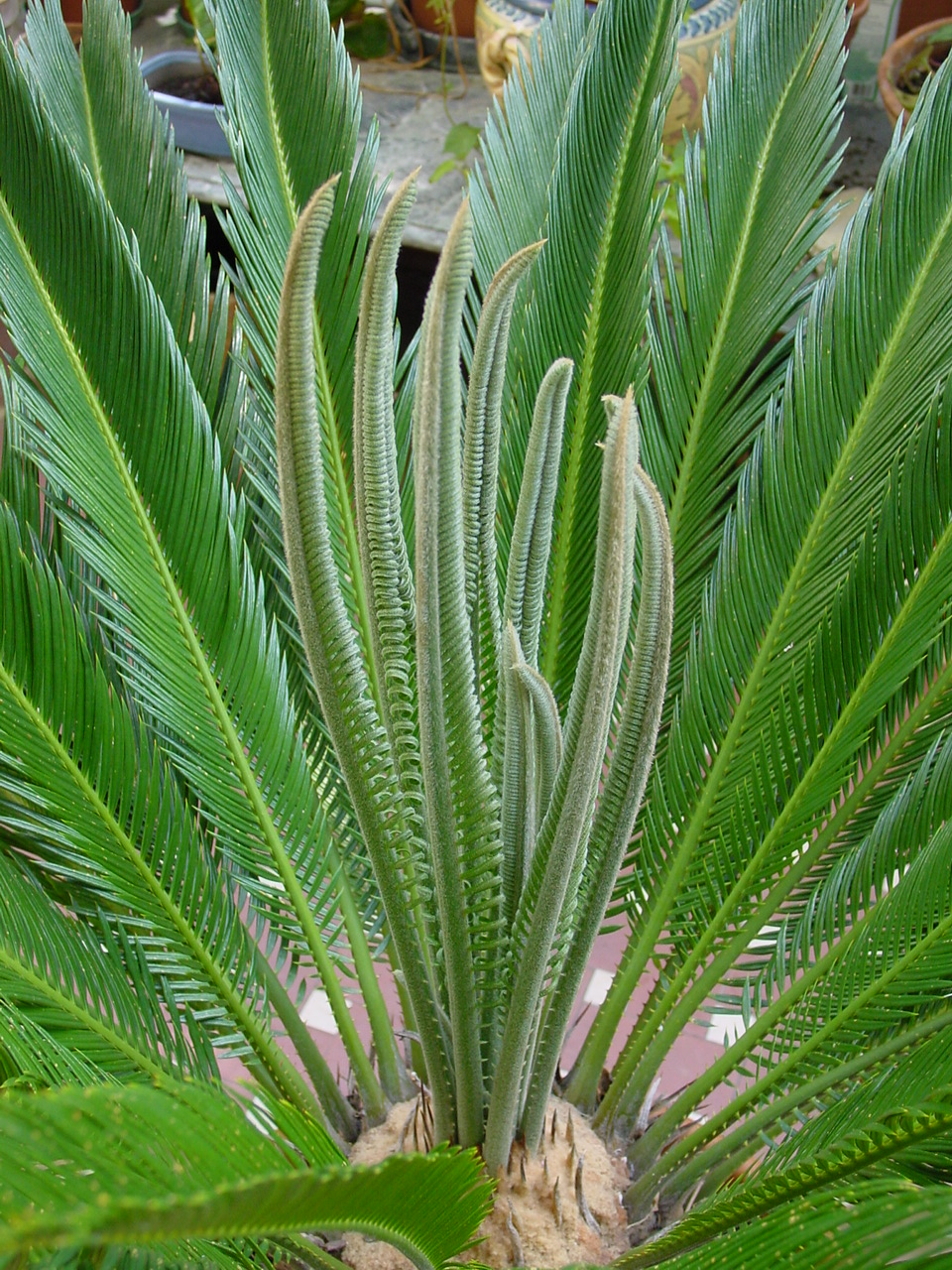
Detalle

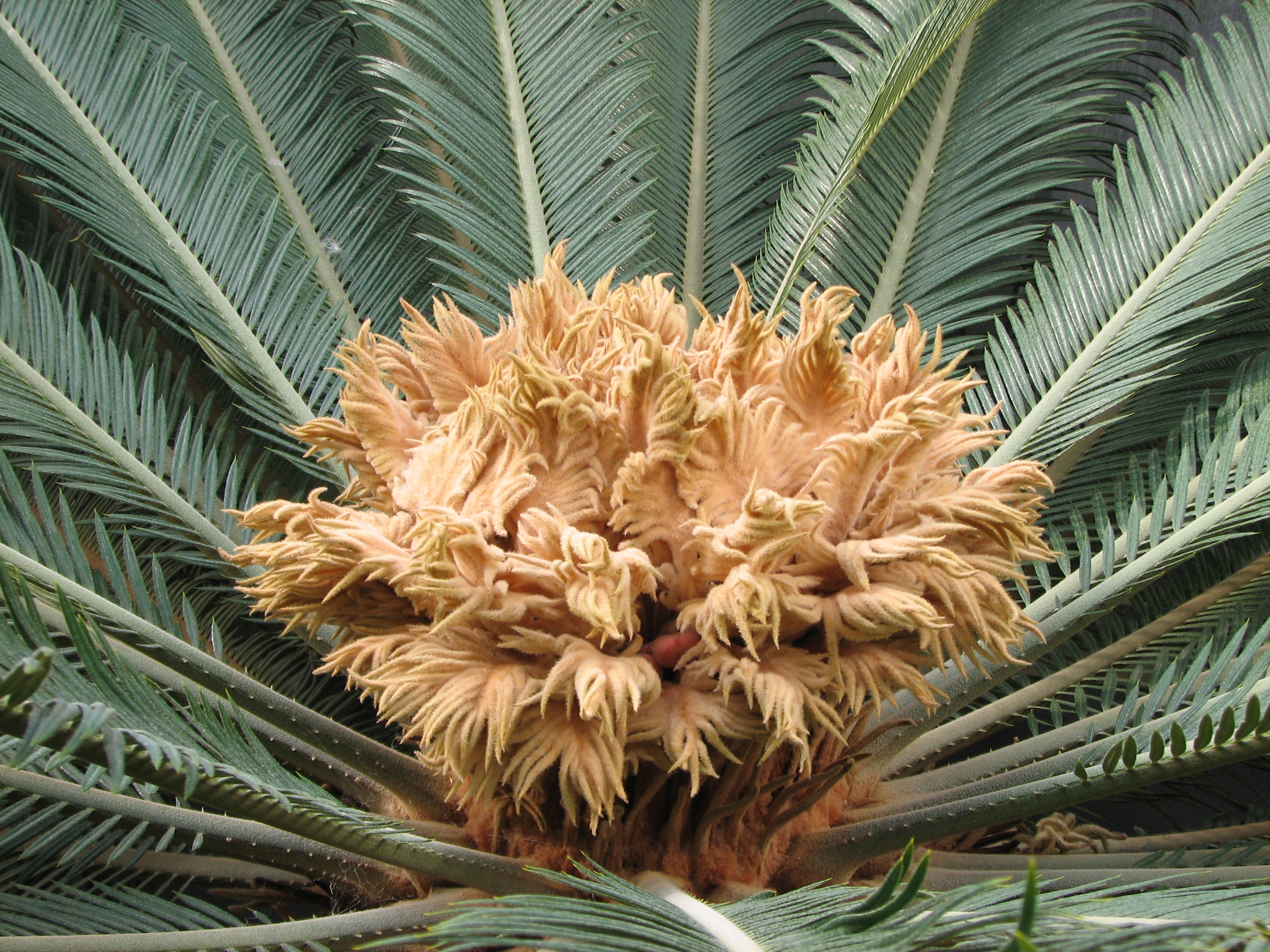
Megaesporofilos

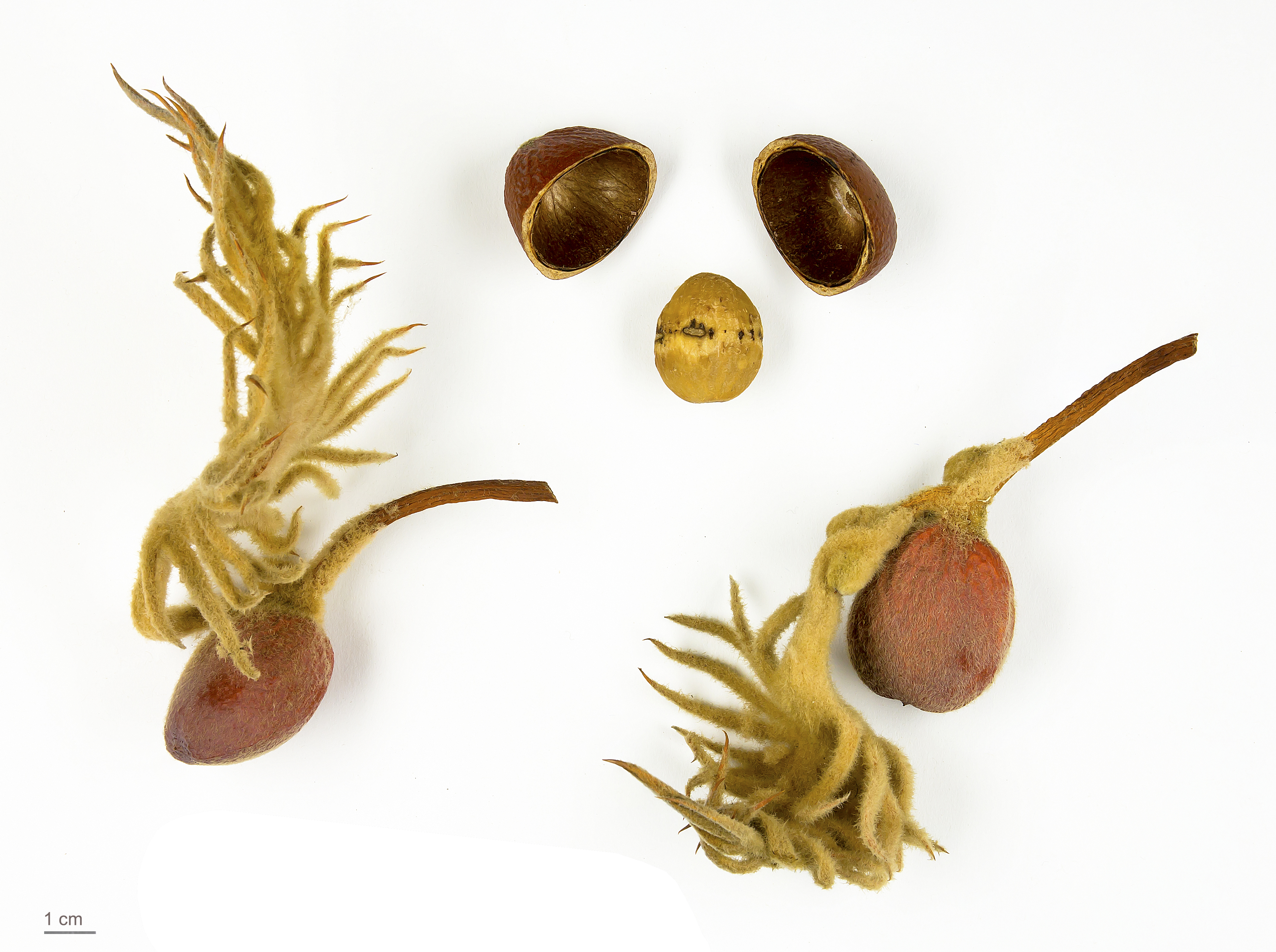
Cycas revoluta - MHNT

Si se ingiere es extremadamente venenosa, tanto para los seres humanos como para los animales. Los animales domésticos tienen un mayor riesgo ya que encuentran la planta especialmente sabrosa. Los síntomas clínicos se desarrollan en las 12 horas posteriores a la ingestión y pueden incluir vómitos, diarrea, debilidad, desvanecimientos, fallo hepático o toxicidad hepática caracterizada por ictericia, cirrosis y ascitis. Los animales domésticos pueden aparecer como abatidos, sangrar por la nariz (epistaxis), tener melena (sangre en los excrementos), hematoquecia y hemartrosis (sangre en las articulaciones). El Centro para el control de venenos para los animales (ASPCA en sus siglas en inglés) estima una proporción de mortalidad que se encuentra entre el 50 y el 75 por ciento cuando se ingiere la planta. La incidencia de su ingestión por animales domésticos se ha elevado en un 200% en los últimos cinco años. Si cualquier cantidad de la planta es ingerida, se debe contactar con un centro de toxicología inmediatamente. Los efectos de la ingestión pueden incluir daños internos permanentes y la muerte.
Todas las partes de la planta son tóxicas, sin embargo las semillas contienen el nivel más alto de la toxina "cicasina". La cicasina causa irritación gastrointestinal, y en una alta dosis conduce al fallo hepático. Otras toxinas incluyen la Beta-metilamino-L-alanina, un aminoácido neurotóxico, y una toxina no identificada que se ha comprobado que causa parálisis en el ganado.

## Taxonomía
Cycas revoluta fue descrita por Carl Peter Thunberg y publicado en Verhandelingen uitgegeeven door de hollandse maatschappy der weetenschappen, te Haarlem 20 (2): 424, 426–427. 1782.
Sinonimia
- Cycas inermis Oudem.
- Cycas miquelii Warb.
- Cycas revoluta var. revoluta
- Epicycas miquelii (Warb.) de Laub.[10]